# Liste der Kulturdenkmäler in Roßbach (Westerwald)
In der Liste der Kulturdenkmäler in Roßbach sind alle Kulturdenkmäler der rheinland-pfälzischen Ortsgemeinde Roßbach aufgeführt. Grundlage ist die Denkmalliste des Landes Rheinland-Pfalz (Stand: 21. Dezember 2021).

## Einzeldenkmäler
| Bezeichnung  | Lage                | Baujahr                            | Beschreibung | Bild                           |
| ------------ | ------------------- | ---------------------------------- | --- | ------------------------------ |
| Quereinhaus  | Hanseneck 5 Lage    | um 1800                            | Fachwerk-Quereinhaus, teilweise massiv, um 1800                                                                       | BW                             |
| Kirchenruine | Hauptstraße Lage    | zweite Hälfte des 12. Jahrhunderts | Ruine der evangelischen Pfarrkirche St. Petrus; Seitenwände von Mittelschiff und Chor der romanischen Pfeilerbasilika | weitere Bilder Fotos hochladen |
| Quereinhaus  | Mittelstraße 8 Lage | zweite Hälfte des 18. Jahrhunderts | Fachwerk-Quereinhaus, teilweise massiv, zweite Hälfte des 18. Jahrhunderts                                            | weitere Bilder Fotos hochladen |